# 흑임자죽
흑임자죽(黑荏子粥)은 한국의 죽 요리 중 고급 요리다. 불린 찹쌀을 갈아 끓인 후 볶은 검은깨를 갈아 걸쭉하게 끓여 소금이나 설탕으로 간을 한다. 필수 아미노산, 칼슘, 철분, 비타민, 미네랄이 풍부하다.

## 같이 보기
- 잣죽
- 팥죽
- 조선왕조 궁중음식